# Scania P
Scania P — крупнотоннажный грузовой автомобиль, серийно выпускаемый шведской компанией Scania c 2004 года.

## Первое поколение (2004—2017)

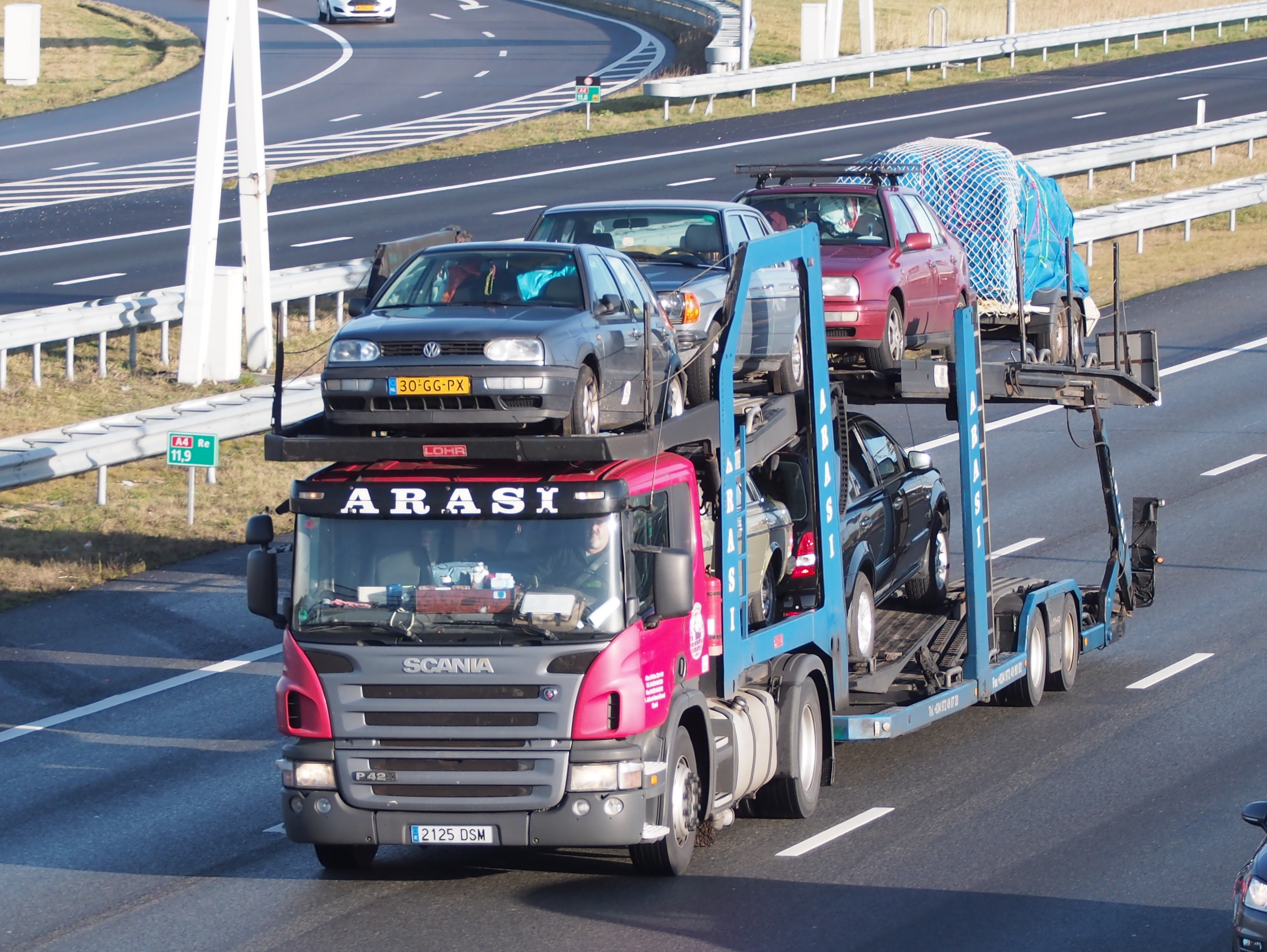
SCANIA P — Series Первого поколения в составе автовоза

На автомобили, предназначенные для внутригородских и региональных грузоперевозок, для строительных и коммунальных работ устанавливаются кабины модели P. Короткая кабина без спального места СР14 имеет длину 1710 мм и внутреннюю высоту 1500 мм, удлинённая без спального места СР16 отличается только длиной 1990 мм. Длина кабины с одним спальным местом СР19 — 2260 мм, внутренняя высота — 1670 мм. Также изготавливается два варианта четырёхдверной кабины CrewCab для экипажа из пяти человек СР28 (длина кабины — 3150 мм) или восьми СР31 (3450 мм). Передняя часть такой кабины аналогична стандартной двухместной кабине без спального места, а задняя часть оборудована одной или двумя диванами.
Автомобили с кабиной CrewCab используются в качестве пожарной и спасательной техники. Кабины серии P отличаются низким расположением пола (1200 м) — в них, в отличие от более высоких кабин серии R, только три ступеньки, что удобно при частых входах-выходах, но при этом более выступающий тоннель (460 мм) ограничивает внутреннее пространство. Все кабины имеют ширину 2430 мм.
В серию P входят модели P230, P270, P280, P310, P340, P360, P380, P400 и P420. Шасси и седельные тягачи выпускаются с колёсными формулами 4*2, 6*2, 6*2 с двумя управляемыми мостами, 6*2 с задним управляемым мостом (только седельные тягачи), а также 6*4.
Шасси с четырьмя осями с колёсной формулой 8*2 производятся с задним управляемым мостом, а 8*4 — с двумя управляемыми мостами. Шасси 4*4 и 6*6 выпускаются в вариантах P340, P380 и P420. Развозные модели имеют нормальную или низкую высоту рамы и полностью пневматическую или пневморессорную подвеску. Строительные автомобили оснащаются рессорной подвеской, на них ставится низкая или высокая рама.
В 2011 году модель обновили, была изменена решётка радиатора вместе с оснасткой.

## Второе поколение (2017—настоящее время)

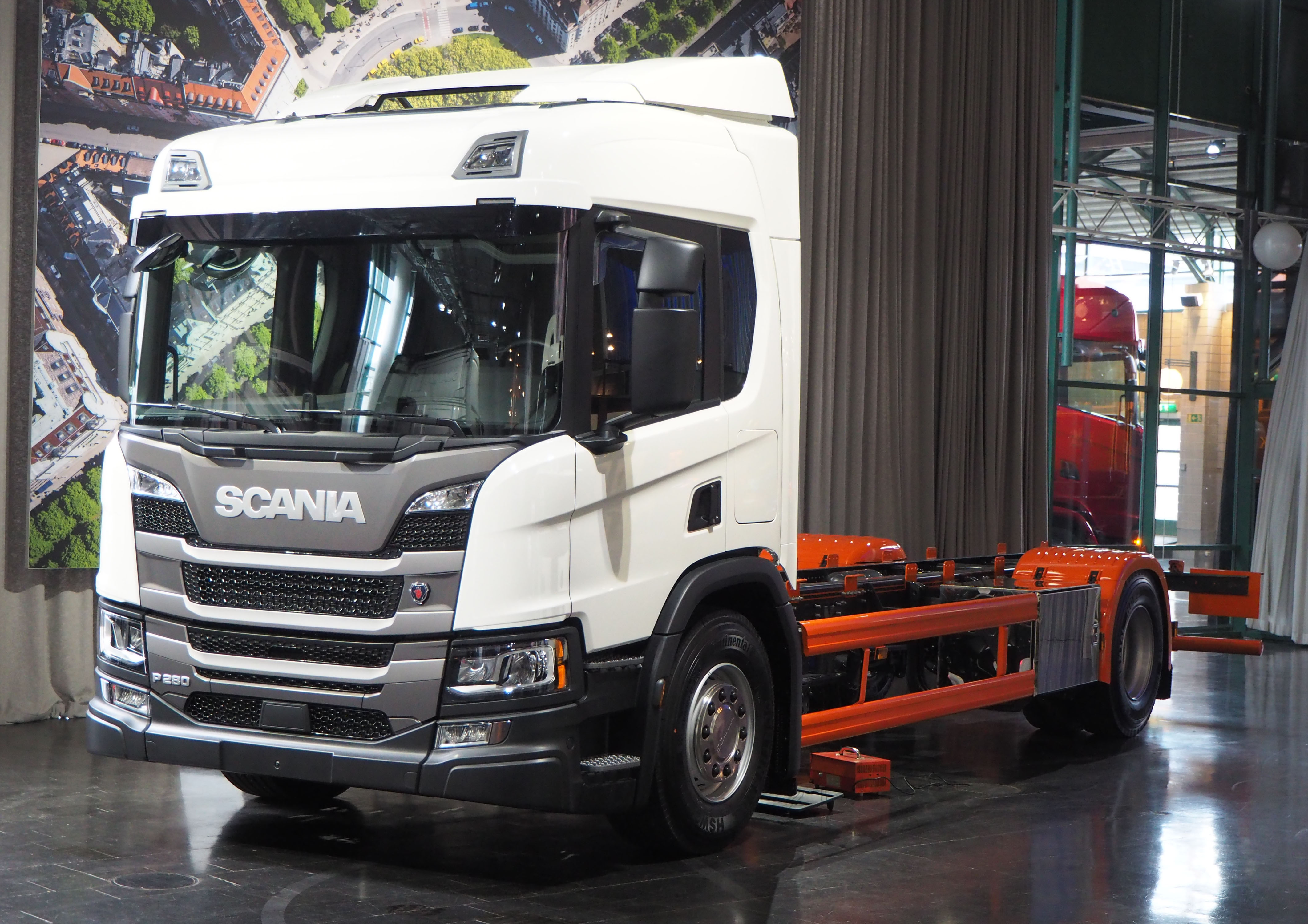
SCANIA P — Series второго поколения.

В 2017 году дебютировало новое поколение Scania P-series. Кабина в новой генерации получила окна большей площади, более тонкие передние стойки и оптимизированную обзорность вперёд благодаря более низкой передней панели.
Широкий выбор различных комбинаций новой кабины позволяет выбрать идеальный вариант для конкретных задач. Покупатели смогут выбрать один из трёх вариантов длины кабины (1400 мм — дневная, 1700 мм — удлинённая и 2000 мм — со спальным отсеком), три варианта высоты крыши (низкая, стандартная и высокая Highline). Но изначально было доступно только шесть вариантов: CP14L, CP17L, CP17N, CP20L, CP20N и CP20H с крышей Highline.
Автомобиль оснащается 9-литровым (280, 320 и 360 л. с.) и 13-литровым (370, 410, 450 и 500 л. с.) дизельными двигателями, синхронизированными с 8 — и 12-ступенчатыми коробками передач Scania Opticruise и Scania Retarder.. С 2018 года автомобиль оснащается дизельным двигателем DC07 мощностью 220, 250 и 280 л. с. (разработан совместно с компанией Cummins). Существует также модификация с двойной кабиной — это пожарный автомобиль.

## Фотогалерея

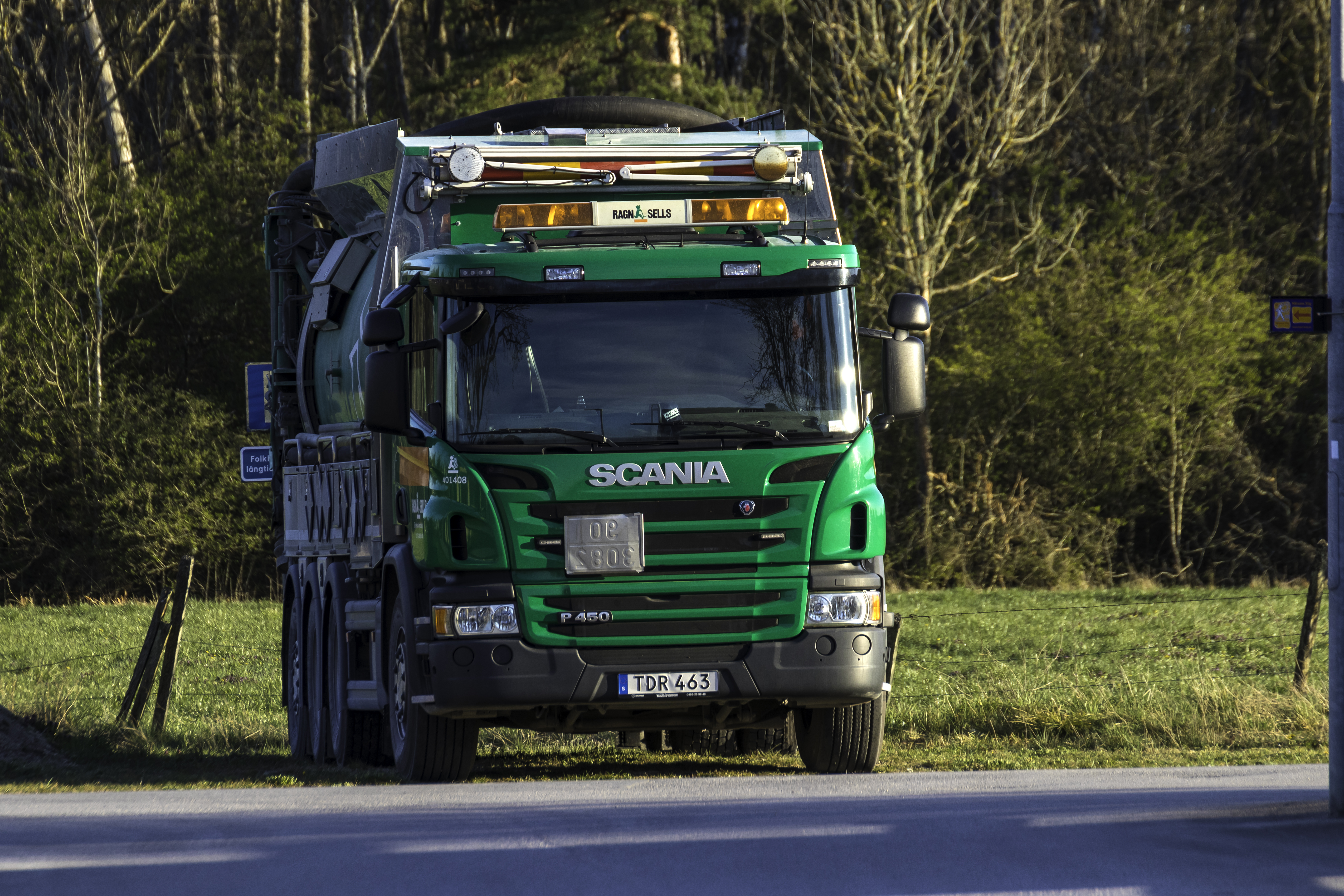
Вакуумная машина на шасси Scania P450 с колёсной формулой 8х4/4.
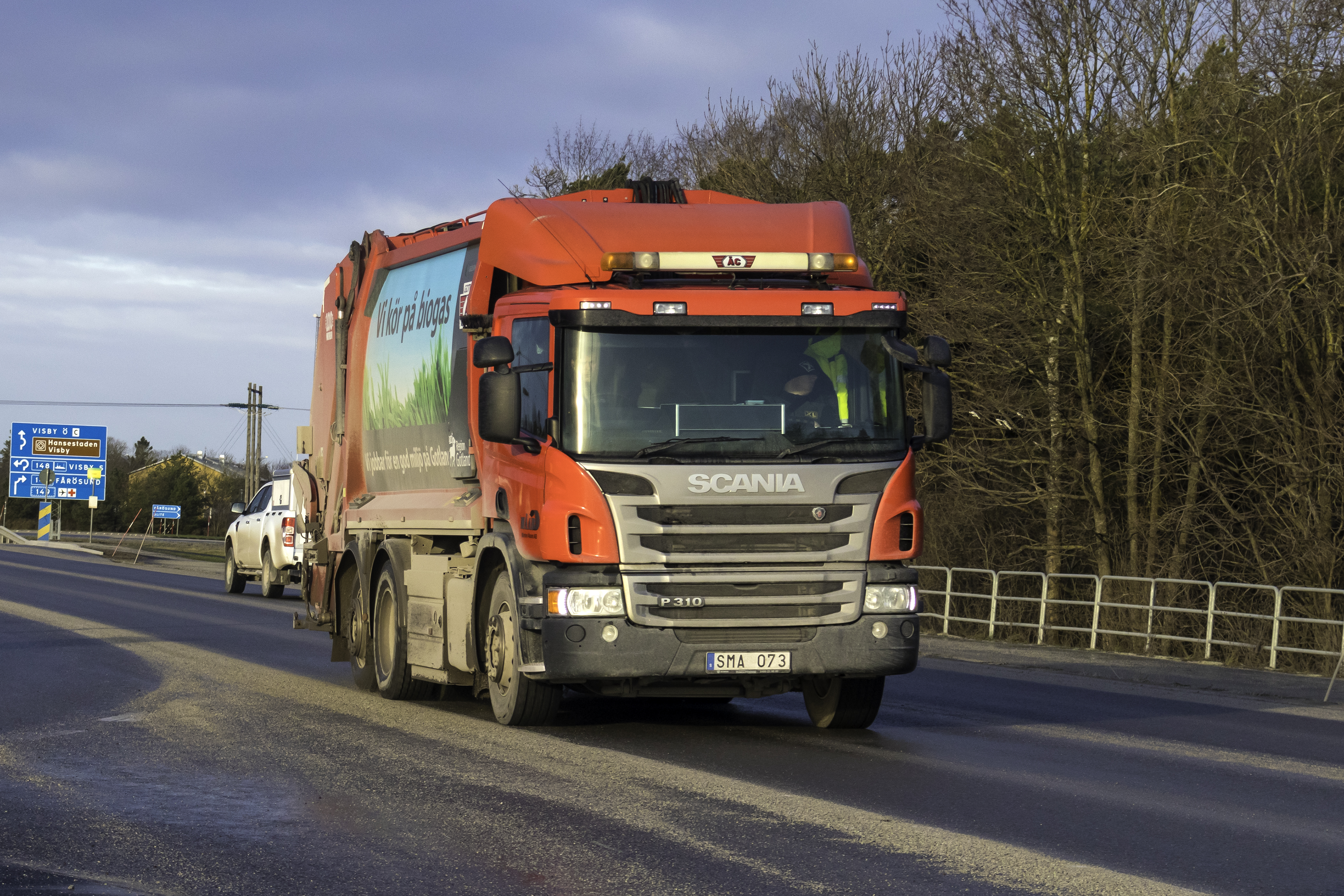
Мусоровоз Scania P310 с колёсной формулой 6х2
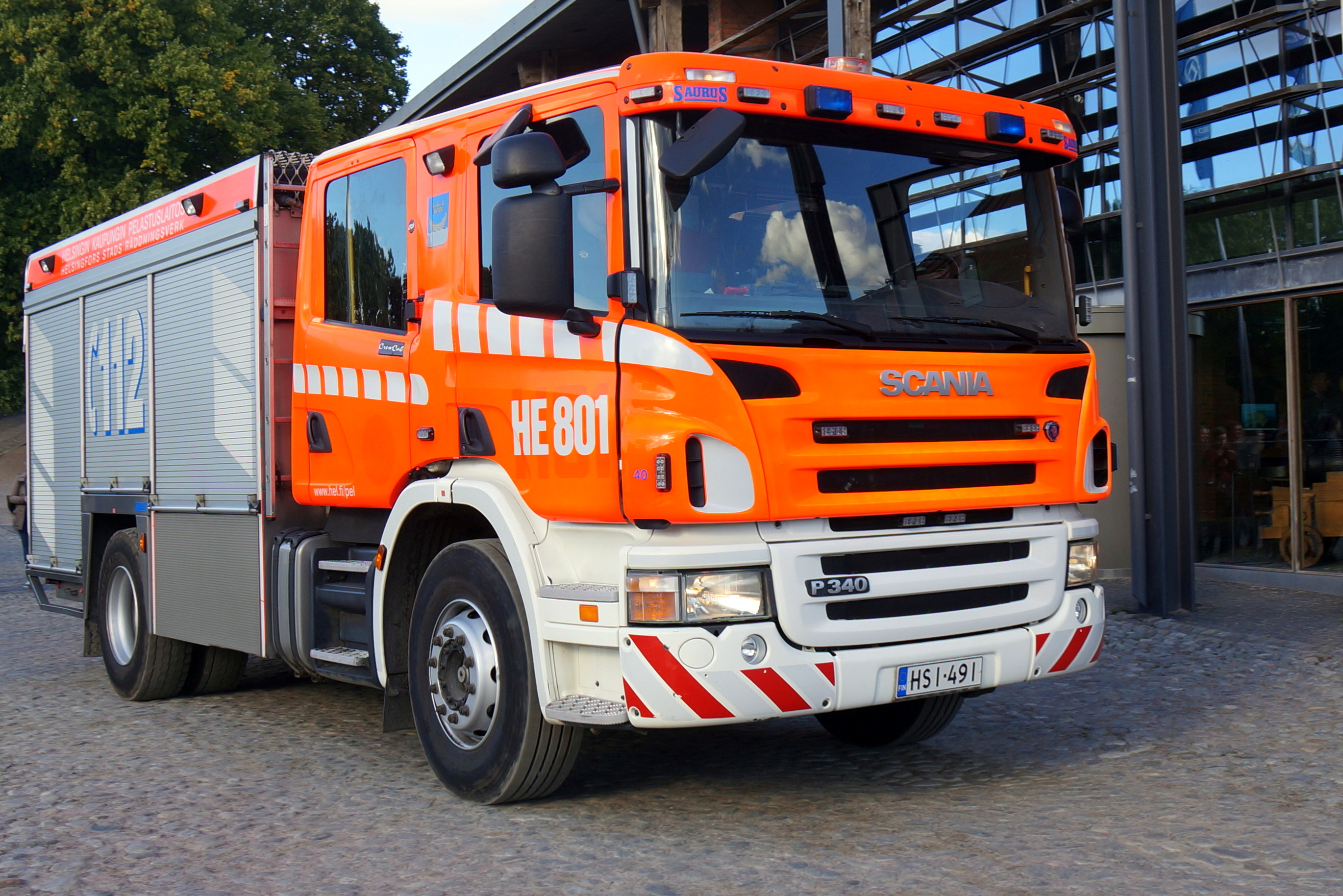
Пожарный автомобиль на базе Scania P340.
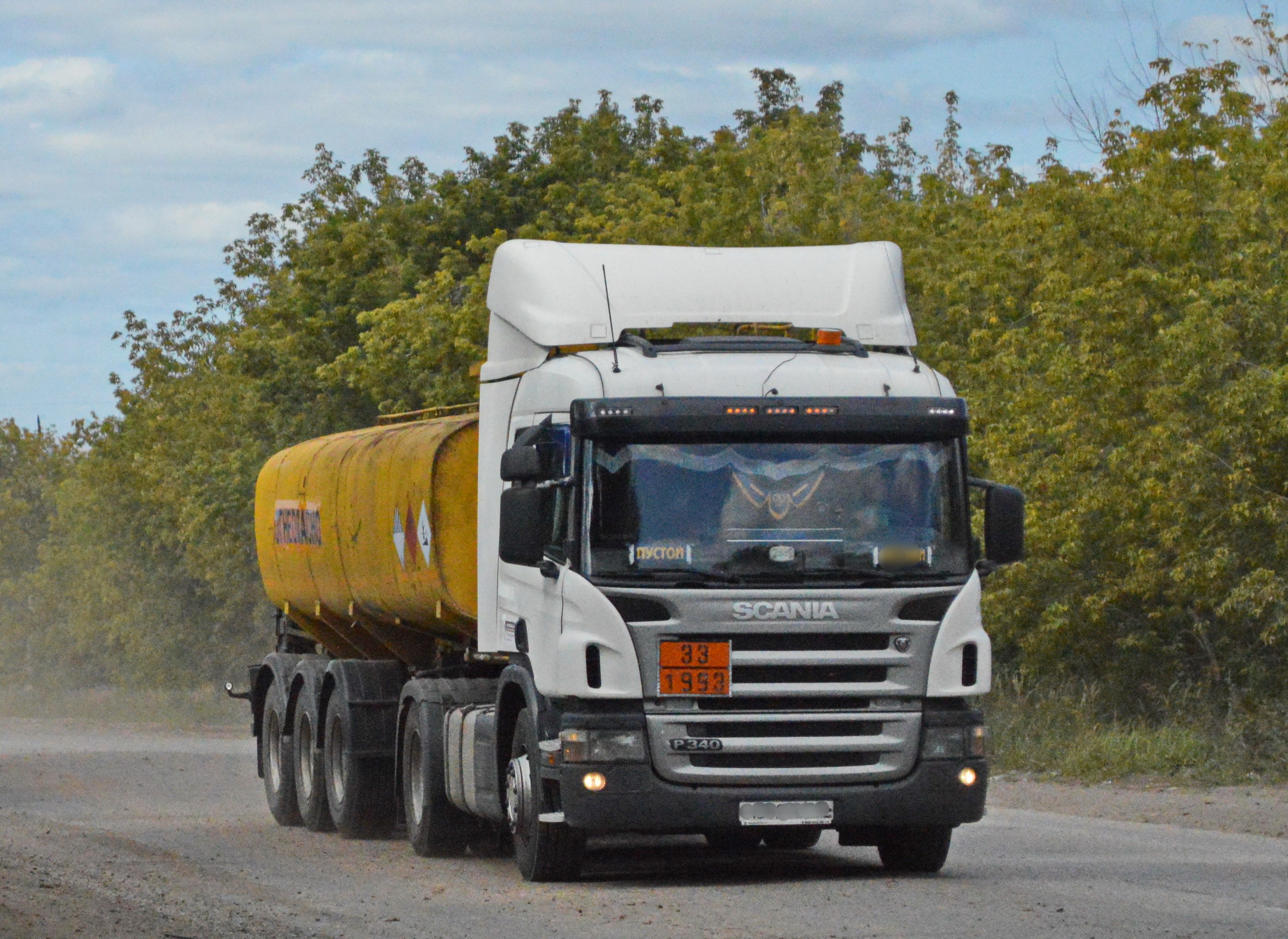
Scania P340 седельный тягач с полуприцепом - автоцистерной.
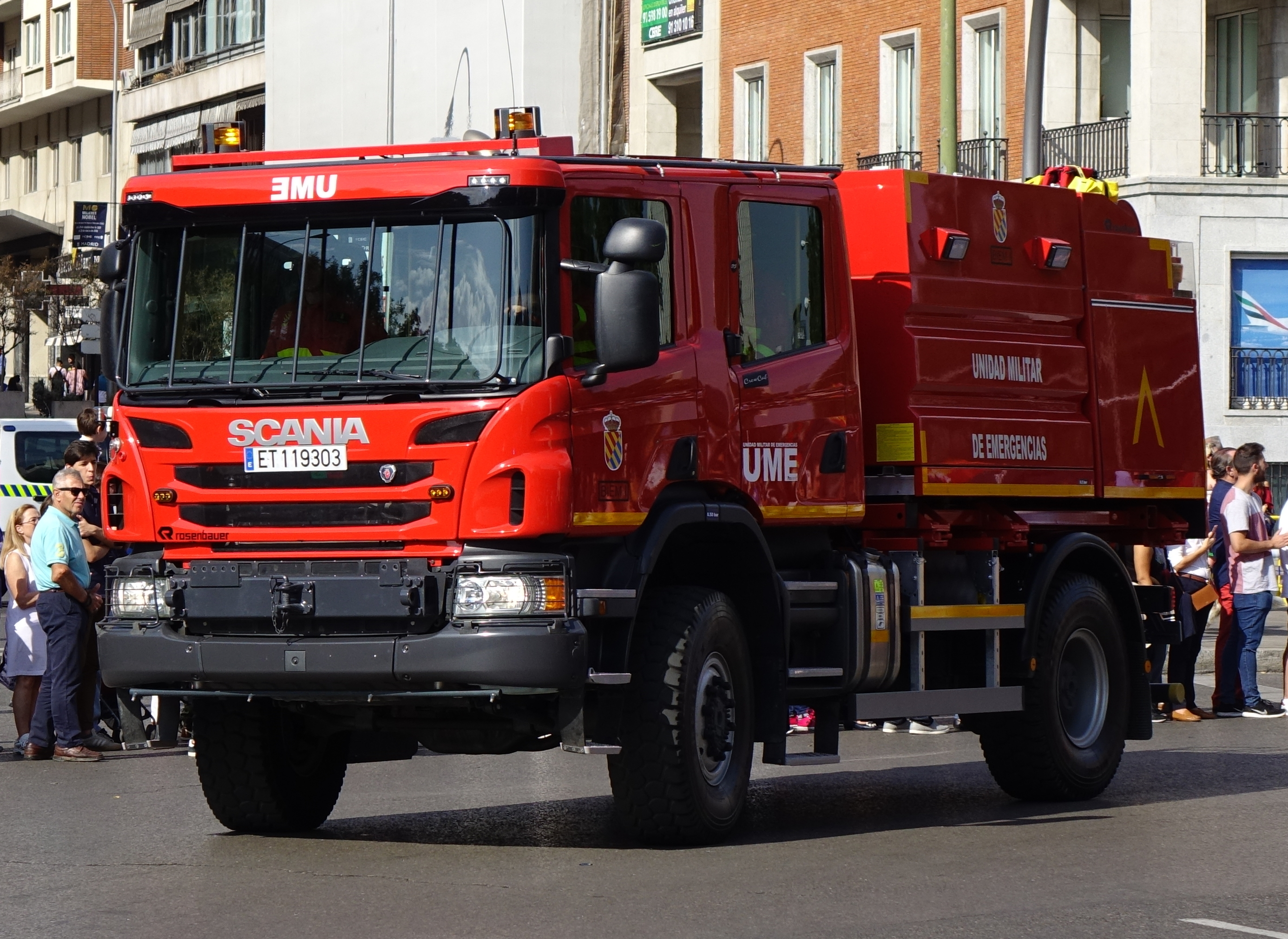
Пожарный автомобиль Scania P370 с колёсной формулой 4х4
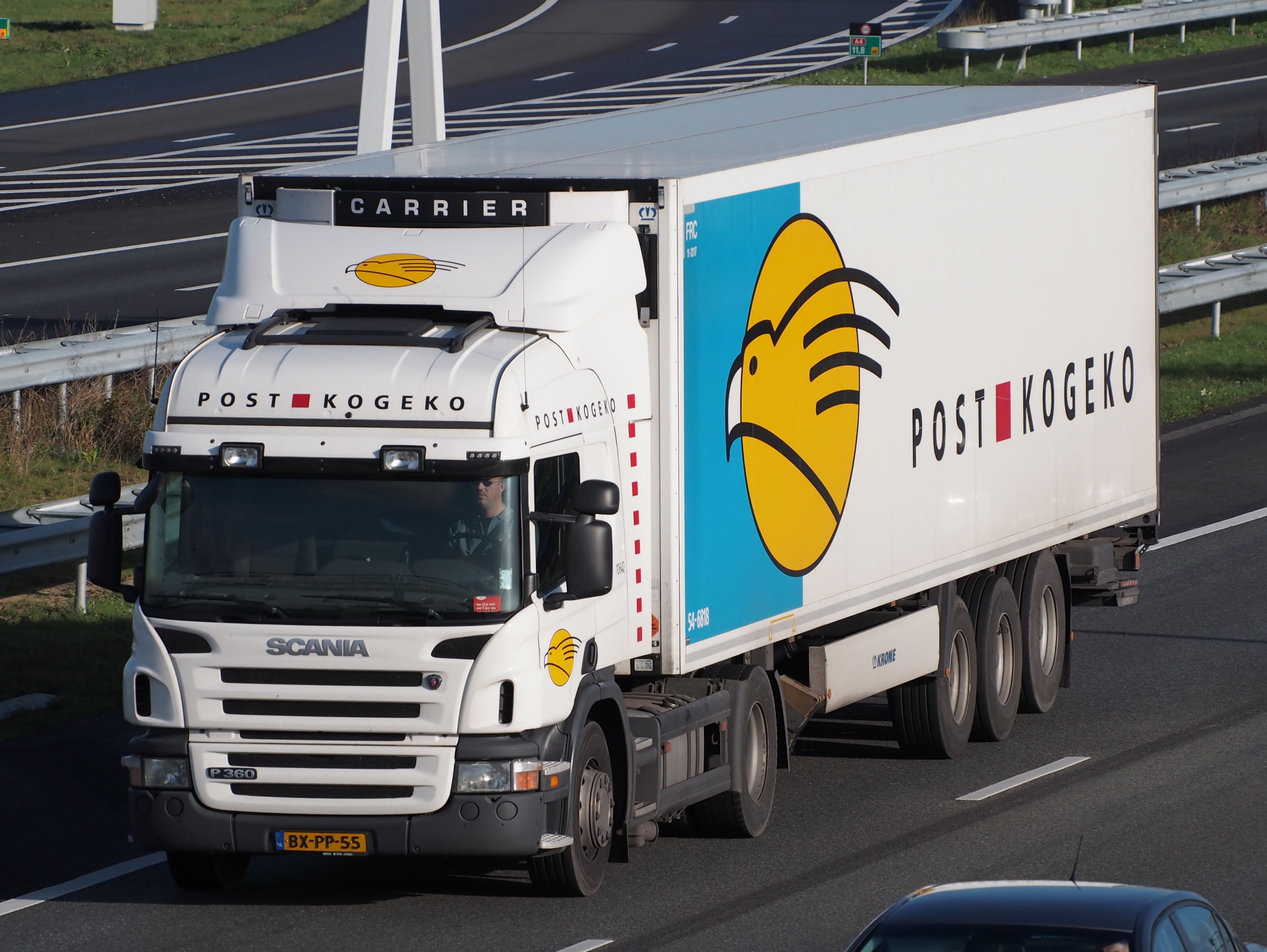
Еврофура Scania P360.
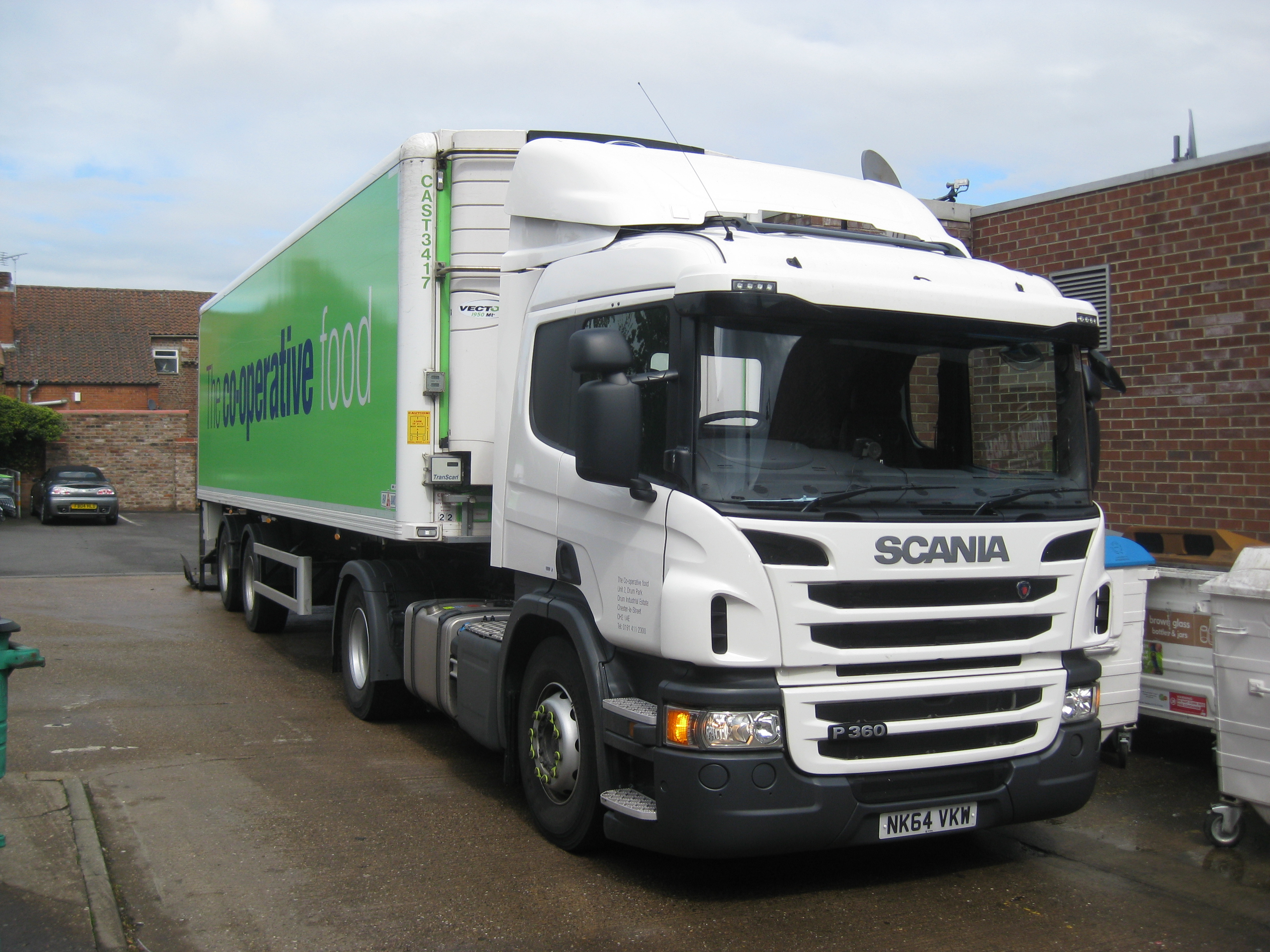
Тягач Scania P360 (Рестайлинг 2011 года).
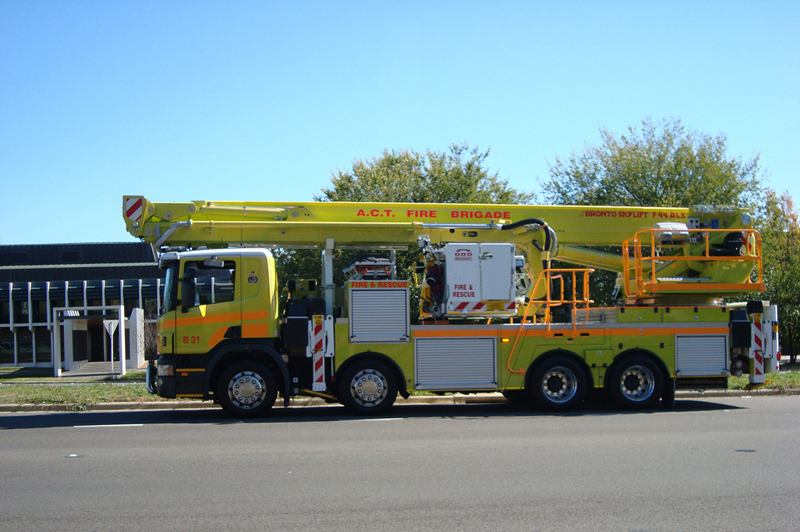
Автовышка на шасси ScaniaP380 с колёсной формулой 8х4.
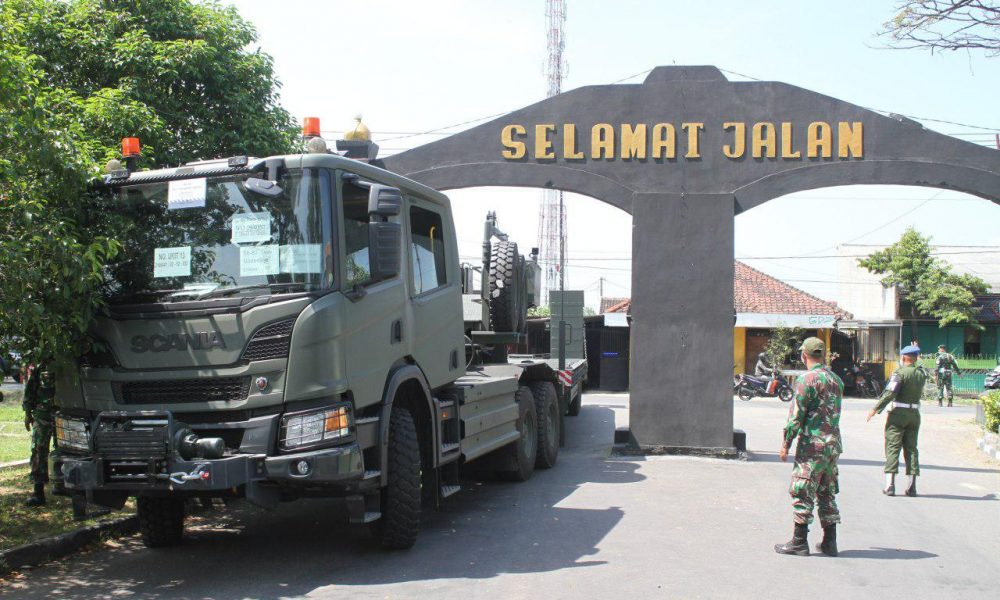
Армейский Тягач Scania P410 XT с колёсной формулой 6x4.